# Élections législatives liechtensteinoises de 1982
Les élections législatives liechtensteinoises de 1982 se sont déroulées les 5 et 7 février 1982.
Victoire de l'Union patriotique qui conserve sa première place en sièges au Landtag.
La coalition avec le Parti progressiste des citoyens reste au pouvoir, et le Premier Ministre Hans Brunhart (UP) est reconduit à son poste le 31 mars 1982.

## Système électoral
Le parlement, ou Landtag, est composé de 15 députés élus pour quatre ans au sein de deux circonscriptions, l'Oberland et l'Unterland, comportant respectivement 9 et 6 sièges. Tous les sièges sont pourvus au scrutin proportionnel entre les listes de candidats ayant remporté au moins 8 % des suffrages exprimés au niveau national.
Les électeurs votent en cochant les noms des candidats parmi les différentes listes de noms proposés par les partis. Il y a autant de noms sur chaque liste que de sièges à pourvoir, et un vote pour un candidat équivaut à un vote pour son parti. La répartition proportionnelle se fait ensuite selon la méthode du plus fort reste, en appliquant le quotient dit de Hagenbach-Bischoff. Les sièges attribués aux partis sont ensuite répartis à ceux de leurs candidats ayant recueilli le plus de votes en leurs noms.
Le vote est universel, masculin et obligatoire. Une amende pouvant atteindre jusqu'à 20 francs suisses frappe les abstentionnistes ne présentant  pas  une  excuse  valable  (déplacement, maladie, etc.).

## Contexte politique
Le Parti progressiste des citoyens et l'Union patriotique, forment depuis 43 ans une coalition gouvernementale au sein de laquelle l'UP domine depuis les précédentes élections. Celles-ci ont vu le PPC gagner en termes de suffrages mais perdre la majorité en nombre de sièges, et avec elle le poste de Premier Ministre au profit de Hans Brunhart (UP).

## Résultats
L'ensemble des voix en faveur des candidats d'un parti sont comptabilisées comme suffrages pour ce parti, ce qui porte le nombre de ces derniers à un total bien supérieur au nombre d'électeurs.
| Parti                             | Parti                                 | Voix   | %       | +/-  | Sièges | +/- |
| --------------------------------- | ------------------------------------- | ------ | ------- | ---- | ------ | --- |
|                                   | Union patriotique (VU)                | 20 997 | 53,47 % | 4,32 | 8      | 0   |
|                                   | Parti progressiste des citoyens (FBP) | 18 273 | 46,53 % | 4,32 | 7      | 0   |
| Votes blancs et invalides         | Votes blancs et invalides             | 94     | -       | -    | -      | -   |
| TOTAL                             | TOTAL                                 | 5 003  | 100 %   | -    | 15     | -   |
| Nombre d'inscrits / participation | Nombre d'inscrits / participation     | 5 246  | 95,4 %  | -    | -      | -   |

### Résultats par circonscription[5]
|            |            |          |          |          |          |               |           |           |           |           |               |       |       |  |
| Parti      | Parti      | Oberland | Oberland | Oberland | Oberland | Oberland      | Unterland | Unterland | Unterland | Unterland | Unterland     | Total | Total |  |
| Parti      | Parti      | Voix     | %        | +/-      | S        | +/-           | Voix      | %         | +/-       | S         | +/-           | Total | Total |  |
|            | VU         | 16 194   | 54,99    | 4,96     | 5        | en stagnation | 4 803     | 48,89     | 2,47      | 3         | en stagnation | 8     |       |  |
|            | FBP        | 13 254   | 45,01    | 4,96     | 4        | en stagnation | 5 019     | 51,10     | 2,48      | 3         | en stagnation | 7     |       |  |
| Total      | Total      | 29 448   | 100      |          |          |               | 9 822     | 100       |           |           |               |       |       |  |
|            |            |          |          |          |          |               |           |           |           |           |               |       |       |  |
| Val.       | Val.       | 3 335    | 100      | –        | 9        | en stagnation | 1 668     | 100       | –         | 6         | en stagnation | 15    |       |  |
| Abst       |            |          |          |          |          |               |           |           |           |           |               |       |       |  |
| Ins./Part. | Ins./Part. | 3 509    | 95,04    | 1 737    | 96,10    |               |           |           |           |           |               |       |       |  |